# Como sé
«Cómo Sé» es una canción interpretada por la cantante mexicana Julieta Venegas e incluida en su álbum debut, Aquí. La canción fue escrita por Julieta Venegas y producida por Gustavo Santaolalla. Fue lanzada como segundo sencillo en 1997.

## Canción
Fue escrita por Julieta Venegas. Trata sobre la culminación de una relación amorosa, y el como es preferible el dejar lado esta si la contraparte ya lo hizo. En 2007 realizó una nueva versión para su álbum MTV Unplugged, con la participación de Jaques Morelenbaum tocando el chelo.

## Video musical
El vídeo empieza con una niña que se encuentra jugando con su casita de juguete y vemos tres muñecas de cartón (que son tres Julietas), y la niña va colocando una mueca vestida como una judía y empieza a cantar sin tener movimiento la muñeca y después agrega la banda y v cambiando continuamente de muñeca y al final pone una cama, una maleta y un coche en el que Julieta sube y se va.
| Año  | Lista                             | Posición |
| ---- | --------------------------------- | -------- |
| 1998 | Los 100 + Pedidos de 1998 (Norte) | 18       |

## Lista de canciones
CD sencillo/Promo
1. «Cómo Sé»

## Premios y nominaciones
- MTV Video Music Awards
  - "Mejor Interpretación Femenina"